# 阿部翔平 (俳優)
阿部 翔平（あべ しょうへい、1983年6月18日 - ）は、埼玉県出身の俳優。舞夢プロ所属。血液型はA型。身長180cm。体重63kg。

## 出演作品

### 映画
- GEIDAI-CINEMA#4「テト」（2010年）
- 宇宙兄弟（2012年） - 社員
- 映画 ひみつのアッコちゃん（2012年） - 企画開発室社員
- プラチナデータ（2013年） - 解析員
- 真夏の方程式（2013年） - 調査員
- HOMESICK（2013年） - 大川
- 潔く柔く（2013年） - 瀬戸カンナ（長澤まさみ）の同僚
- くじけないで（2013年） - ゆめみの担任
- ゴジラシリーズ
  - シン・ゴジラ（2016年）[2] - 消防庁危機管理担当要員[1]
  - ゴジラ-1.0（2023年）- 橘の助手[3]
- 誰が為に花は咲く（2024年）[4]
- あの人が消えた（2024年） - 刑事 役[5]

### テレビドラマ

#### NHK
- ファイブ（2008年） - セントラルモーターサンシャインズ選手 ※デビュー作[6]
- 七瀬ふたたび（2008年） - 神崎助手
- 風に舞いあがるビニールシート（2009年） - 大林記者
- 坂の上の雲 第一部（2009年）
- 龍馬伝（2010年） - 孝明天皇
- 梅ちゃん先生（2012年） - 森下
- メイドインジャパン（2013年） - タクミ電機・経営戦略室社員
- 生きたい たすけたい（2014年） - 小林祐介
- ダークスーツ（2014年） - 衛藤英樹
- 光る君へ（2024年） - 源方理

#### 日本テレビ
- 貧乏男子 ボンビーメン（2008年） - 新入社員
- 高校生レストラン（2011年） - 相河高校の教師・古川誠司
- 金田一少年の事件簿N(neo)（2014年） - 宝樹滋
- ワイルド・ヒーローズ（2015年）
- 刑事バレリーノ（2016年） - 村役場職員
- ウチの夫は仕事ができない（2017年） - 三好一平
- 真犯人フラグ（2022年）
- 受付のジョー 第3話（2022年5月10日、日本テレビ） - 間宮一 役[7]
- 悪女（わる）働くのがカッコ悪いなんて誰が言った? 第7話（2022年5月25日） - 室井守 役
- それってパクリじゃないですか? 第4話（2023年5月3日） - 浅田蓮 役
- 24時間テレビ ドラマスペシャル
  - 『虹色のチョーク 知的障がい者と歩んだ町工場のキセキ』（2023年8月26日） - 石野秀治 役[8]
  - 『欽ちゃんのスミちゃん 〜萩本欽一を愛した女性〜』（2024年8月31日） - 萩本一童 役[9]
- 花咲舞が黙ってない 第3シリーズ 第4話（2024年5月4日、日本テレビ） - 多田野肇 役[10]
- ホットスポット 第9話（2025年3月9日、日本テレビ） - 佐伯 役[11]

#### TBS
- 理由（2012年） - 制服警官
- クロコーチ（2013年） - 町田育夫
- 彼岸島（2013年） - 西山徹
- 女はそれを許さない（2014年） - 中野伸司
- 美しき罠〜残花繚乱〜（2015年） - 前田勇司
- ヤメゴク〜ヤクザやめて頂きます〜 第3話ゲスト（2015年4月期） - 捜査二課刑事
- 図書館戦争 ブック・オブ・メモリーズ（2015年10月5日）
- インハンド（2019年） - 木下昌一

#### フジテレビ
- ブザー・ビート〜崖っぷちのヒーロー〜（2009年） - 西崎賢
- ラッキーセブン（2012年） - 研究員
- ガリレオXX 内海薫最後の事件 愚弄ぶ（2013年） - 未来宅配便の主人
- 世にも奇妙な物語'17秋の特別編 「夜の声」（2017年） - 社員
- イチケイのカラス（2021年） - 堤弁護士
- 世にも奇妙な物語’23 夏の特別編「お姫様クラブ」（2023年6月17日） - スタッフ
- 院内警察 第2話（2024年1月19日） - 田口進
- バントマン 第2話（2024年10月19日、東海テレビ） - 新垣健一 役[12]
- 問題物件 第6話（2025年2月19日） - 伊東雄二 役[13]
- 浅草ラスボスおばあちゃん 第7話（2025年8月16日、東海テレビ） - 有野聡 役[14]

#### テレビ朝日
- 仮面ライダーオーズ/OOO（2010年） - 研究員
- 警視庁 ナシゴレン課 第8話（2016年） - IT企業社長・葛原
- BG〜身辺警護人〜 第2章第2話（2020年） - 桜井祐司

#### テレビ東京
- ウルトラシリーズ
  - ウルトラマンギンガ（2013年） - 桑原伸吾
  - ウルトラマンデッカー（2022年） - ヒヤマユウジ
- なぞの転校生（2014年） - 根本肇

#### 関西テレビ
- 神様のベレー帽〜手塚治虫のブラック・ジャック創作秘話〜（2013年） - 虫プロのアニメーター

#### 読売テレビ
- あらばしり 第11話（2025年3月21日、読売テレビ） - 正田誠 役[15]

#### WOWOW
- 震える牛（2012年） - 笹塚
- 闇の伴走者〜編集長の条件（2018年3月31日 - 4月28日、WOWOW） - 小城利則 役[16]
- ドラマW ゴールデンカムイ -北海道刺青囚人争奪編- （2024年、WOWOW） - 青山賢吉 役

### バラエティ
- 松尾スズキpresents 美しい男性!（2009年）

### テレビアニメ
- 『スッキリ!!×映画ひみつのアッコちゃん』〜テクマクマヤコン テクマクマヤコン ステキなOLにな〜れ!〜（2012年） - 早瀬くん

### ゲーム
- グーニャファイター（2020年、アキラ）

### CM
- MSD製薬・AGA（2010年）
- NHK-BS・「BSデジタル放送10周年"Watch!BS キャンペーン"」（2010年）
- ラウンドワン〜ボウリング・夫婦篇〜（2010年）
- 花王・アタックNeo（2011年）
- ライオン「スマイル40EXゴールド」〜のけぞり篇〜（2012年 - ） - 生瀬勝久の部下
- EPSONビジネスインクジェット〜経費庁 プリントコスト1/2〜（2012年 - ） - 社員
- 日本民間放送連盟・「地球温暖化問題啓発スポット」〜小まめな節水、未来のために / 怖い話篇〜（2013年） - 旦那
- 月桂冠・「糖質ゼロ冷酒パウチ」〜夫婦篇〜、〜パーティー篇〜（2013年 - ） - 夫

### WEB
- ドラマ8 芸能社（2009年） - 新人AD
- スタッフサービス・「グッジョブ、私!」〜正しいがんばり方2篇〜（2012年） - 飲み会の幹事
- RETURN（2013年） - 狐目警官

### 舞台
- 安心〜NOTHING'S GONNA CHANGE MY WORLD〜（2010年） - 鶴岡
- ラブストーリー〜don't let me down〜（2012年） - 飯塚
- 饗宴（2013年）

### スチール
- ベルリッツ・ジャパン（2011年）

### MV
- 桑田佳祐「悪戯されて」（2016年）[17]

### 音楽
- 角松敏生 40周年記念ライブ （2021年6月19日横浜アリーナ）ｰ 第二部ミュージカルパート